# WILD STYLE
WILD STYLE（ワイルドスタイル）は、有待雅彦、原一博の二人組音楽ユニット。

## 概要
1995年、シングル「とまどいを断ち切って」でメジャー・デビュー。1997年、恒久的に活動停止を宣言。本人たち曰く「歌謡曲バンド」。

## メンバー
有待雅彦　（ありまち まさひこ）
ボーカル、作詞担当。ギターも弾く。
原一博　（はら かずひろ）
キーボード、ギター、作曲・編曲を担当。ユニットのイニシアティブを握る。

## ディスコグラフィー

### シングル
|     | リリース日    | タイトル                                           | 備考 |
| 1st | 1995年5月21日 | とまどいを断ち切って c/w:PARADISE ESDB-3578        |      |
| 2nd | 1995年7月21日 | 天使より悪魔より c/w:GINA ESDB-3593                |      |
| 3rd | 1996年2月1日  | 君じゃなきゃ愛じゃない c/w:Real World ESDB-3649    |      |
| 4th | 1996年7月8日  | 誰よりも君だけに c/w:10月の雨 ESDB-3702            |      |
| 5th | 1996年11月1日 | Miles Away〜遙かなる君へ c/w:Little Girl ESDB-3737 |      |
| 6th | 1997年4月23日 | 風を追いかけて c/w:Burning ESDB-3738               |      |

### アルバム
1. Wild in Paradise（1995年8月21日）
2. Cryin'（1996年11月1日）

## タイアップ一覧
| 使用年 | 曲名                 | タイアップ                                       |
| ------ | -------------------- | ------------------------------------------------ |
| 1995年 | とまどいを断ち切って | NHK総合『ポップジャム』エンディングテーマ        |
| 1995年 | とまどいを断ち切って | NHK-FM『ミュージックスクエア』オープニングテーマ |
| 1996年 | 誰よりも君だけに     | 三貴「カメリアダイアモンド」CFソング             |
| 1997年 | 風を追いかけて       | アサヒ飲料「バヤリース」CMソング                 |